# Карнул (Француска)
Карнул (фр. Carnoules) насеље је и општина у Француској у региону Прованса-Алпи-Азурна обала, у департману Вар која припада префектури Тулон.
По подацима из 2011. године у општини је живело 3313 становника, а густина насељености је износила 129,97 становника/km². Општина се простире на површини од 25,49 km². Налази се на средњој надморској висини од 202 метара (максималној 485 m, а минималној 115 m).

## Демографија
| 1962. | 1968. | 1975. | 1982. | 1990. | 1999. | 2011. |
| ----- | ----- | ----- | ----- | ----- | ----- | ----- |
| 1.445 | 1.449 | 1.385 | 1.761 | 2.292 | 2.594 | 3.313 |

График промене броја становника у току последњих година